# باولو هنريكي سواريس بيريرا
باولو هنريكي سواريس بيريرا (30 يناير 1993 بساو باولو في البرازيل - ) هو لاعب كرة قدم برازيلي في مركز الدفاع. لعب مع جمعية بورتوغيزا الرياضية ونادي بالميراس ونادي سانتوس وأمريكا دي ناتال ‏ ونادي بورتيمونينسي ونادي ناوتيكو.

## وصلات خارجية
- باولو هنريكي سواريس بيريرا على موقع قاعدة بيانات كرة القدم.إي يو (الإنجليزية)
- باولو هنريكي سواريس بيريرا على موقع Soccerway.com (الإنجليزية)